# Collegio di Bridgwater
Bridgwater è un collegio elettorale inglese situato nella città di Bristol e rappresentato alla camera dei Comuni del parlamento del Regno Unito. Elegge un membro del parlamento con il sistema maggioritario a turno unico; l'attuale parlamentare è Ashley Fox del Partito Conservatore, che rappresenta il collegio dal 2024. 

## Estensione
- 1885-1918: il borgo municipale di Bridgwater, le divisioni sessionali di Bridgwater, e parti delle divisioni sessionali di Taunton e Ilminster.
- 1918-1950: il borgo municipale di Bridgwater, i distretti urbani di Burnham-on-Sea, Highbridge, Minehead e Watchet e i distretti rurali di Bridgwater e Williton.
- 1950-1983: il borgo municipale di Bridgwater, i distretti urbani di Burnham-on-Sea, Minehead e Watchet e i distretti rurali di Bridgwater and Williton
- 1983-2010: i ward del distretto di Sedgemoor di Cannington and Combwich, Central, Dowsborough, Eastern Quantocks, Eastover, East Poldens, Hamp, Huntspill, Newton Green, North Petherton, Parchey, Pawlett and Puriton, Quantock, Sandford, Sowey, Sydenham, Victoria, Westonzoyland, West Poldens e Woolavington e i ward del distretto di West Somerset di Alcombe, Aville Vale, Carhampton and Withycombe, Crowcombe and Stogumber, Dunster, East Brendon, Holnicote, Minehead North, Minehead South, Old Cleeve, Porlock and Oare, Quantock Vale, Watchet, West Quantock e Williton.
- dal 2024: le divisioni elettorali del Somerset di Brent; Bridgwater East and Bawdrip; Bridgwater North and Central; Bridgwater South; Bridgwater West; Burnham on Sea North; Cannington; Highbridge and Burnham South; Huntspill; King Alfred e North Petherton.[1]

## Membri del parlamento dal 1885
| Elezione | Elezione               | Deputato              | Partito                   |
| -------- | ---------------------- | --------------------- | ------------------------- |
|          | 1885                   | Edward Stanley        | Conservatore              |
|          | 1906                   | Henry Montgomery      | Liberale                  |
|          | Gen 1910               | Robert Sanders        | Unionista                 |
|          | 1923                   | William Morse         | Liberale                  |
|          | 1924                   | Brooks Wood           | Conservatore              |
| 1929     | Reginald Croom-Johnson |                       | Conservatore              |
|          | 1938 (S)               | Vernon Bartlett       | Indipendente progressista |
|          | 1942                   | Vernon Bartlett       | Common Wealth             |
|          | 1945                   | Vernon Bartlett       | Indipendente progressista |
|          | 1950                   | Gerald Wills          | Conservatore              |
| 1970 (S) | Tom King               |                       | Conservatore              |
| 2001     | Ian Liddell-Grainger   |                       | Conservatore              |
|          | 2010                   | Collegio abolito      | Collegio abolito          |
|          | 2024                   | Collegio ri-istituito | Collegio ri-istituito     |
|          | 2024                   | Ashley Fox            | Conservatore              |

## Elezioni

### Elezioni negli anni 2020
| Partito                    | Partito                                         | Candidato                  | Risultati 4 luglio 2024 | Risultati 4 luglio 2024 |
| Partito                    | Partito                                         | Candidato                  | Voti                    | %                       |
| -------------------------- | ----------------------------------------------- | -------------------------- | ----------------------- | ----------------------- |
|                            | Conservatore                                    | Ashley Fox                 | 12 271                  | 30,59                   |
|                            | Laburista                                       | Leigh Redman               | 10 932                  | 27,25                   |
|                            | Reform UK                                       | William Fagg               | 8 913                   | 22,22                   |
|                            | Lib Dem                                         | Claire Sully               | 5 781                   | 14,41                   |
|                            | Verdi                                           | Charlie Graham             | 1 720                   | 4,29                    |
|                            | Indipendente                                    | Pelé Barnes                | 334                     | 0,83                    |
|                            | Workers                                         | Gregory Tanner             | 168                     | 0,42                    |
|                            |                                                 |                            |                         |                         |
| Iscritti                   | Iscritti                                        | Iscritti                   | 71 571                  | 100,00                  |
| ↳ Votanti (% su iscritti)  | ↳ Votanti (% su iscritti)                       | ↳ Votanti (% su iscritti)  | 40 129                  | 56,07                   |
| ↳ Astenuti (% su iscritti) | ↳ Astenuti (% su iscritti)                      | ↳ Astenuti (% su iscritti) | 31 442                  | 43,93                   |
|                            |                                                 |                            |                         |                         |
|                            | Esito: collegio a Conservatore (nuovo collegio) |                            |                         |                         |